# Pierre Janet

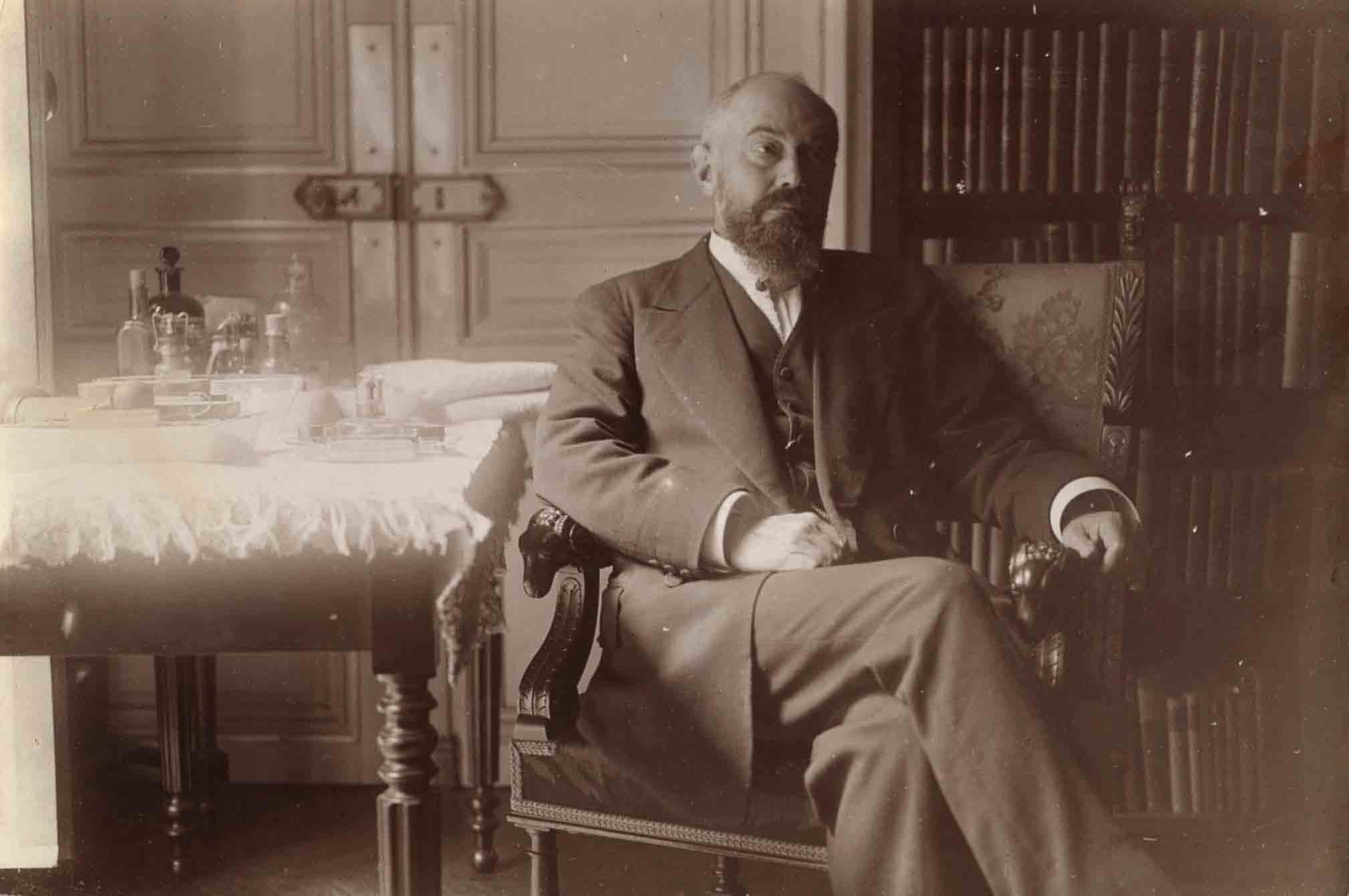
Pierre Janet.

Pierre Marie Félix Janet (Parijs, 30 mei 1859 – aldaar, 24 februari 1947) was een Franse psychiater en filosoof. Zijn grootste verdienste voor de wetenschap was de brug die hij wist te slaan tussen de academische psychologie en de klinische behandeling van psychische aandoeningen. Hiermee werd hij een van de stamvaders van de moderne psychiatrie. Ook hield Janet zich bezig met experimenteel- en cognitief- psychologisch onderzoek.
Zijn werk heeft hierdoor zowel betekenis voor de psychiatrie als voor de psychologie.

## Biografie
Janet had zowel filosofie als geneeskunde gestudeerd. Janet begon zijn academische carrière met de filosofie. Hij werkte enige jaren als docent filosofie alvorens aan zijn studie medicijnen te beginnen. In 1889 maakt de neuroloog Jean-Martin Charcot hem hoofd van het psychologisch laboratorium van de Hôpital de la Salpêtrière in Parijs, waar hij tot 1910 verblijft. Hij had namelijk de aandacht getrokken van Charcot door een artikel uit 1882 over hypnose en helderziendheid. Later volgt hij zijn leermeester Théodule Ribot op aan  het Collège de France, waar hij vanaf 1902 tot 1934 een leerstoel in de Experimentele en Vergelijkende Psychologie bezette. Hij stichtte het blad Journal de Psychologie Normale et Pathologique (1904) en de  Société de Psychologie (1901),  die in 1941 werd omgedoopt tot  de  Société Française de Psychologie.

## Onderzoek en interesses
Janet hield zich bezig met  cognitieve en sociale aspecten van menselijk gedrag en  emoties. Hij was echter geen groot liefhebber van psychologische experimenten, omdat hij de kans op ongunstige psychologische reacties groot achtte. Ook publiceerde  hij veel artikelen  op het terrein van de  psychopathologie.  Vooral aan het laatste ontleent Janet zijn grootste bekendheid. Zijn werk had ook invloed op Franse psychologen en psychiaters uit de volgende generatie, zoals Henri Baruk, Léon Chertok, Jean Delay, Henri Ey, Ignace Meyerson, Eugène Minkowski, Jean Piaget, Henri Piéron, et Henri Wallon.
Zijn interesse ging voor een groot deel uit naar hysterie en de genezing hiervan met hypnose. Hij beschreef hoe mensen zich tegen geestelijke trauma's konden verweren door deze buiten het bewustzijn te plaatsen. Dit afweermechanisme noemde hij dissociatie. Verder bestudeerde hij hoe mensen bepaalde gedragingen vertoonden zonder zich daarvan bewust te zijn. Dit noemde Janet automatisme. Hij postuleerde dus dat de mensen drijfveren buiten het bewustzijn moest hebben. In wezen beschreef hij hiermee het onbewuste van de menselijke geest enige jaren voordat het concept door Sigmund Freud werd beschreven. Later raakten de twee in conflict over de vraag wie het concept als eerste had bedacht.  Een andere term die aan Janet is ontleend is psychasthenie. Dit is een gedragsstoornis die veel verwantschap heeft met de dwangneurose van Freud, en de persoonlijkheidstrek neuroticisme.